# Croft-on-Tees
Croft-on-Tees – wieś w Anglii, w hrabstwie North Yorkshire, w dystrykcie (unitary authority) North Yorkshire. Leży 66 km na północny zachód od miasta York i 344 km na północ od Londynu. Miejscowość liczy 470 mieszkańców.